# 川辺優紀子
川辺 優紀子（かわべ ゆきこ、1991年4月25日 - ）は、日本の女優、モデル、写真家である。群馬県出身。かつてベンヌに所属していて現在はリコロン）で活動中およびBRUTUS（ともに業務提携）。

## 略歴・人物
群馬県立前橋南高等学校を経て、2014年に東洋大学理工学部生体医工学科を卒業。弟がいる。
20歳の時に故郷で参加した「群馬美少女コンテスト」でグランプリとなり、芸能界入りした。
2015年10月、2016年度トリンプ・イメージガールに選出。2016年11月、2017年度サッポロビールイメージガールに選ばれる。2018年3月まで、出演していた『ぐんま一番』のローカルタレントでモデルの横塚沙弥加と仲がいい。
2019年6月、『天使のブラ®』誕生25周年記念イベントに他のトリンプ・イメージガールと共にファッションショーへ出演。
かつて2017年6月11日にてメットライフドーム行われた埼玉西武ライオンズ対横浜DeNAベイスターズ戦にて始球式も経験された事がある。
写真家高桑正義に師事し、2019年に写真家として独立した。

## 出演

### テレビドラマ
- 刑事吉永誠一 涙の事件簿 第6話 （2013年11月15日、テレビ東京 「金曜8時のドラマ」） - 小森 亜紀 役
- 名古屋行き最終列車 第2弾 第2夜 （2014年1月28日、メ〜テレ 深夜） - 空港係員 役
- 天誅〜闇の仕置人〜 （2014年1月クール、フジテレビ 「金曜ドラマ」） - 左右田 リオ 役（レギュラー出演）
- 東海テレビ開局55周年記念 miniminiドラマスペシャル 『ハンドベル卒業式』 （2014年3月16日、東海テレビ）[16] - 杉山 香 役
- 警視庁・捜査一課長 第6話（2016年5月19日、テレビ朝日 「木曜ミステリー」） - 寺崎聖子 役

### テレビその他
- 村上マヨネーズのツッコませて頂きます! （2014年4月27日 - 、関西テレビ放送） - 番組アシスタント「なんでやねんガールズ」の一員[17]
- ウーマン・オン・ザ・プラネット（2015年1月3日 - 3月28日、日本テレビ）
- ラストキス〜最後にキスするデート（2016年3月8日、TBSテレビ）- 相手役井出卓也[18]
- 一夜づけ（2016年4月11日 - 、テレビ東京） - 第4期助手役[19]
- ぐんま一番 （2016年4月-2018年3月30日 群馬テレビ）レギュラー

### 映画
- ハニー・フラッパーズ （2014年9月13日、笹木恵水監督） - 萌絵 役

### CM・広告
- トリンプ・インターナショナル（2016年） - トリンプ・イメージガール[1][20]
- サッポロビール イメージガール
- 資生堂　Ag+
- YAMAHAゴルフ
- アサヒ　ディアナチュラ
- 日産　AURA
- オヤスミマン
- U-SEN
- モイスティーヌ
- 千總

### ファッションショー
- SHIZUOKA COLLECTION 2015 Autumn/Winter（2015年9月19日、グランシップ）

- ヒルトン東京ベイブライダルファッションショーのメインモデルとして活躍(2015年-)

- TGCランウェイ出演(2016年-)